# Peringat
Peringat is een stad in de Maleisische deelstaat Kelantan.
Peringat telt 24.000 inwoners.